# أوسكار إدواردو سانشيز
أوسكار إدواردو سانشيز (بالإسبانية: Óscar Eduardo Sánchez)‏ هو دراج كولومبي، ولد في 14 مايو 1985 في مانيزاليس في كولومبيا.

## وصلات خارجية
- أوسكار إدواردو سانشيز على موقع الاتحاد الدولي للدراجات (الإنجليزية)
- أوسكار إدواردو سانشيز على موقع أرشيف الدراجات (الإنجليزية)
- أوسكار إدواردو سانشيز على موقع إحصائيات الدراجات الإحترافية (الإنجليزية)
- أوسكار إدواردو سانشيز على موقع نسبة الدراجات (الإنجليزية)